# William Hope
William „Bill” Hope (ur. 1955) – kanadyjski aktor teatralny, filmowy, telewizyjny i głosowy.
Urodzony w Montrealu w prowincji Quebec, dojrzewał zarówno w Kanadzie jak i Nowym Jorku. Aktorstwo trenował w londyńskiej Royal Academy of Dramatic Art i występował w teatrach po obu stronach Atlantyku. Po występie w filmie Franka Roddama Bogowie dyscypliny (1983), pojawił się w roli porucznika S. Gormana na drugim planie w filmie sci-fi Jamesa Camerona Obcy – decydujące starcie (1986). Udział w Obcym rozpoczął jego prawdziwą karierę.

## Filmografia (wybór)
- 1986: Obcy – decydujące starcie (Aliens) jako por. S. Gorman
- 1988: Hellraiser: Wysłannik piekieł II (Hellbound: Hellraiser II) jako Kyle MacRae
- 2002: xXx jako agent Roger Donnan
- 2007: Sky Kapitan i świat jutra (Sky Captain and the World of Tomorrow)
- 2009: Sherlock Holmes jako John Standish
- 2011: Lady (The Lady) jako James Baker